# Francesco Laudadio
Francesco Laudadio (* 2. Januar 1950 in Mola di Bari; † 6. April 2005 in Bologna) war ein italienischer Filmregisseur und Drehbuchautor.

## Leben
Laudadio schloss ein Philosophie-Studium ab und begann als Schnittsekretär sowie später als Regieassistent bei Filmen von Pasquale Squitieri und Mario Monicelli. 1982 legte er mit Grog sein Debüt vor, das mit dem David di Donatello ausgezeichnet wurde und dem in den folgenden Jahren respektierte und erfolgreiche Werke folgten: Nach dem Anti-Atom-Film Topo Galileo drehte Laudadio die Satire über neureiche Süditaliener La riffa und das Drama eines zum Killer werdenden Bürgers, Persone perbene, 1992. Ab Mitte der 1990er Jahre war Laudadio auch verstärkt für das Fernsehen aktiv. Einige Drehbücher entstanden für Regiekollegen.
1977 war ein literarisches Werk Laudadios, Scrivano Ingannamorte, erschienen.

## Anerkennung
Seit 2009 vergibt das Bari International Film Festival (BIF&ST) den nach ihm benannten Preis für den besten Debütfilm unter den nominierten Festivalfilmen.

## Filmografie (Auswahl)
- 1982: Grog (Grog)
- 1995: Die Falle (L’ultimo concerto)